# Pogost di Kiži
Pogost di Kiži (in russo Кижский Погост?) è un sito storico, risalente al XVII secolo, sull'isola di Kiži. L'isola si trova sul lago Onega nella Repubblica di Carelia ( distretto di Medvezhyegorsky) in Russia. Il pogost è l'area all'interno di una recinzione che comprende due grandi chiese in legno (la Chiesa della Trasfigurazione con 22 cupole e la Chiesa dell'Intercessione con 9 cupole) e un campanile. Il pogost è famoso per la sua bellezza e longevità, nonostante sia costruito esclusivamente in legno. Nel 1990 è stato incluso nell'elenco dei siti patrimonio dell'umanità dell'UNESCO e nel 1993 tra i siti del patrimonio culturale russo.

## Storia
Il pogost venne costruito nella parte meridionale dell'isola di Kiži, su un rilievo a 4 metri sopra il livello del lago Onega. La sua principale unità strutturale di base è costituita da tronchi rotondi di pino silvestre (Pinus sylvestris) di circa 30 cm di diametro e da 3 a 5 metri di lunghezza. Il Pogost è stato costruito senza usare un solo chiodo. Per la sua costruzione vennero utilizzate diverse migliaia di tronchi portati dalla terraferma, un compito logistico complesso a quel tempo.

## La Chiesa della Trasfigurazione
La Chiesa della Trasfigurazione (in russo Церковь Преображения Господня?) è la parte più notevole del pogost. Non è riscaldata ed è, quindi, chiamata chiesa estiva e non vi si svolgono funzioni in inverno. Il suo altare fu realizzato il 6 giugno 1714, come inciso sulla croce situata all'interno della chiesa. Questa chiesa fu costruita sul sito della vecchia che era stata bruciata da un fulmine. I nomi dei costruttori sono sconosciuti. Una leggenda narra che il capomastro usò una sola ascia, per l'intera costruzione, che gettò nel lago al termine con le parole "non ce n'era e non ci sarà un'altra che potrà eguagliarla".
La chiesa ha 22 cupole e con un'altezza di 37 metri è uno degli edifici in legno più alti del Nord Europa. Il suo perimetro è di 20×29 metri. Si ritiene che la chiesa a 18 cupole sulla sponda meridionale del lago Onega, costruita nel 1708 e distrutta da un incendio nel 1963, ne fece da modello. Secondo le tradizioni di falegnameria russa di quel tempo, la Chiesa della Trasfigurazione venne costruita solo in legno senza chiodi a parte le cupole e le tegole. Ci sono circa 180.000 chiodi che fissano le 60.000 tegole del tetto. Tutte le strutture sono state realizzate con tronchi orizzontali, con incastri ad angolo, sia a intaglio tondo che a coda di rondine, tagliati in assi. La base della struttura è il telaio ottaedrico con quattro attacchi laterali a due stadi (in russo прируб?, "prirub" da "rubit" che significa "tagliare la legna"). Il prirub orientale ha forma pentagonale e contiene l'altare. Due ottagoni più piccoli, di forma simile, sono montati sopra l'ottagono principale. La struttura è ricoperta da 22 cupole, di diverse dimensioni e forma, che corrono dall'alto ai lati. Il refettorio è coperto da un tetto a tre falde. Nel XIX secolo la chiesa fu decorata con listelli e alcune parti furono ricoperte di acciaio. È stata riportata al suo design originale negli anni 1950.
La struttura della chiesa poggia su un basamento in pietra senza fondamenta profonde, fatta eccezione per la navata occidentale per la quale è stata realizzata una fondazione nel 1870. La maggior parte del legno è di pino con tavole di abete rosso sui tetti piani. Le cupole sono ricoperte di pioppo tremulo.
L'iconostasi ha quattro livelli (in russo четырёхъярусный?) e contiene 102 icone. È datata alla seconda metà del XVIII o inizi del XIX secolo. Le icone sono di tre periodi: le due più antiche, "La Trasfigurazione" (in russo Преображение?) e "Pokrov" (in russo Покров?) sono della fine del XVII secolo e sono tipiche dello stile nordico. Le icone centrali sono della seconda metà del XVIII secolo e sono anch'esse di stile locale. La maggior parte delle icone dei tre livelli superiori sono della fine del XVIII secolo, portate da varie parti della Russia.

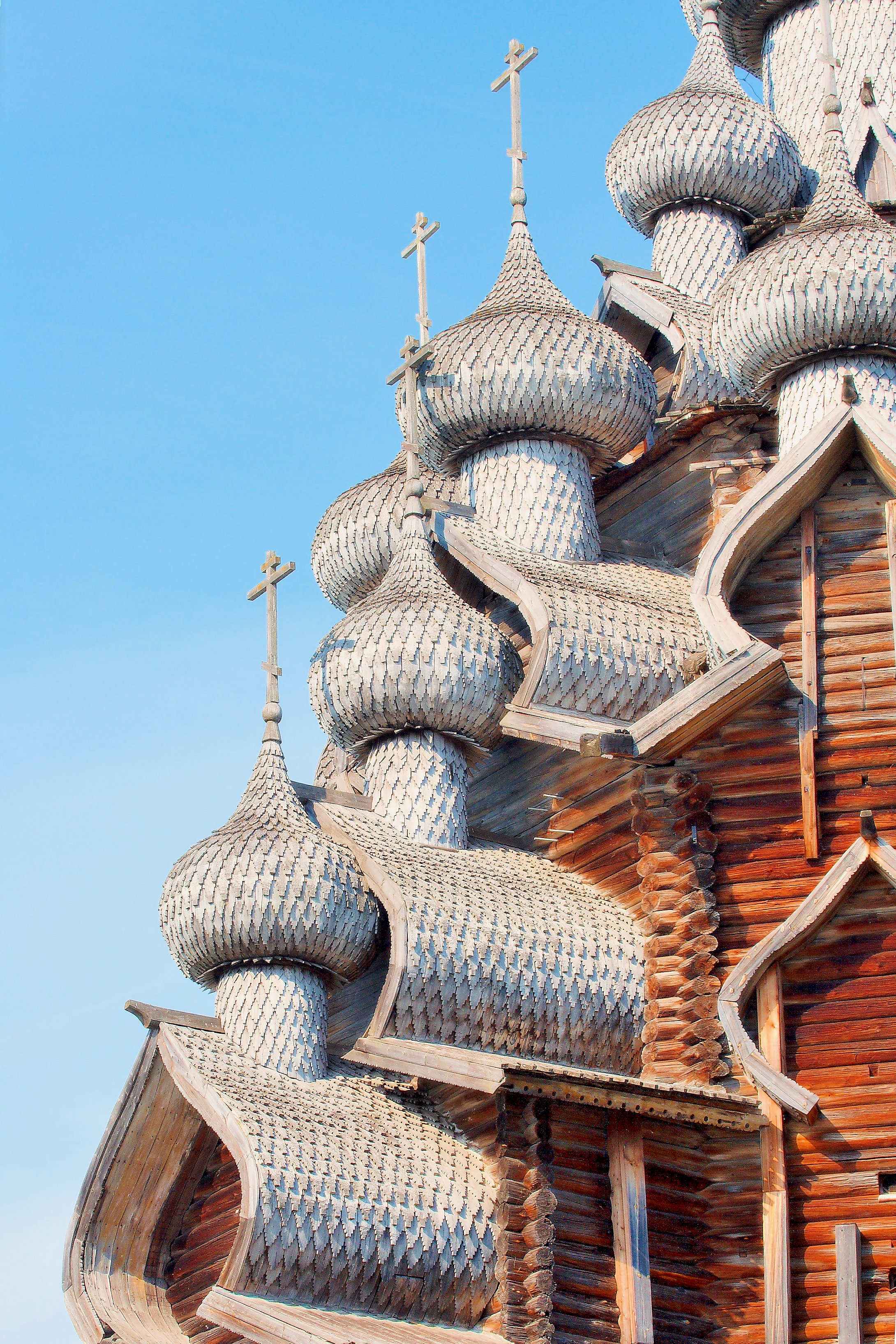
Dettaglio delle cupole, chiesa della Trasfigurazione
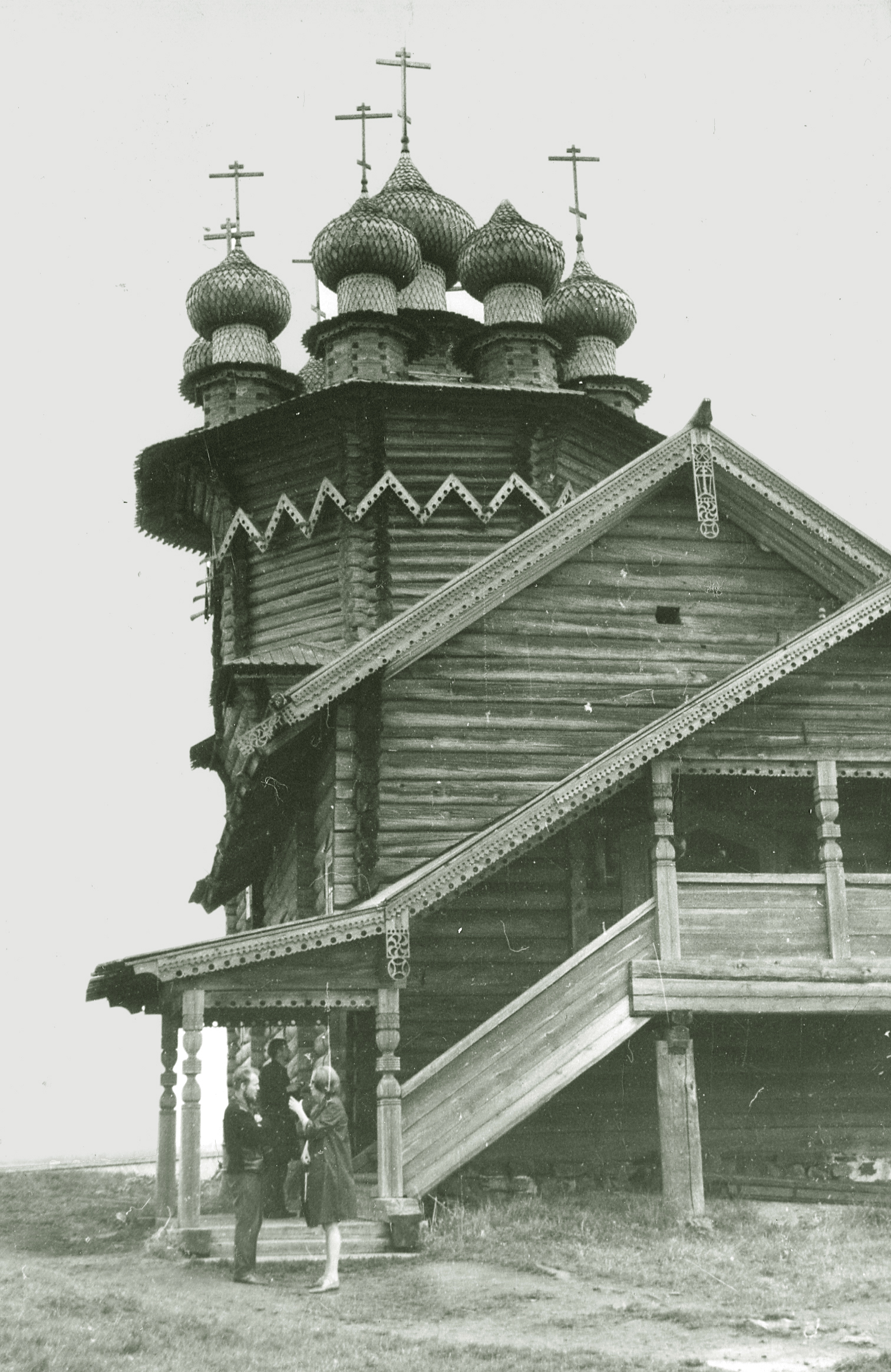
Chiesa dell'iIntercessione della Vergine
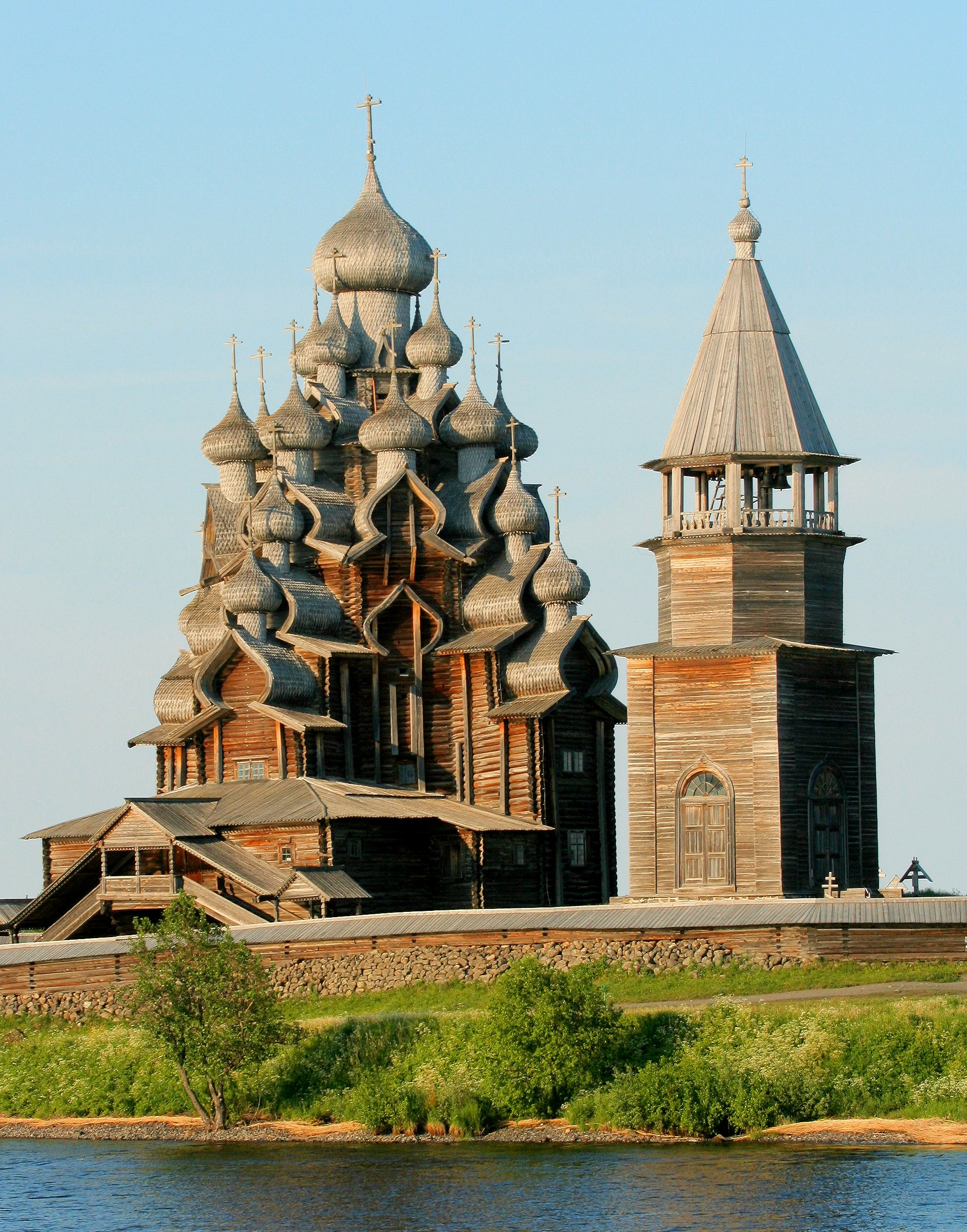
Campanile e chiesa della Trasfigurazione

## La Chiesa dell'Intercessione

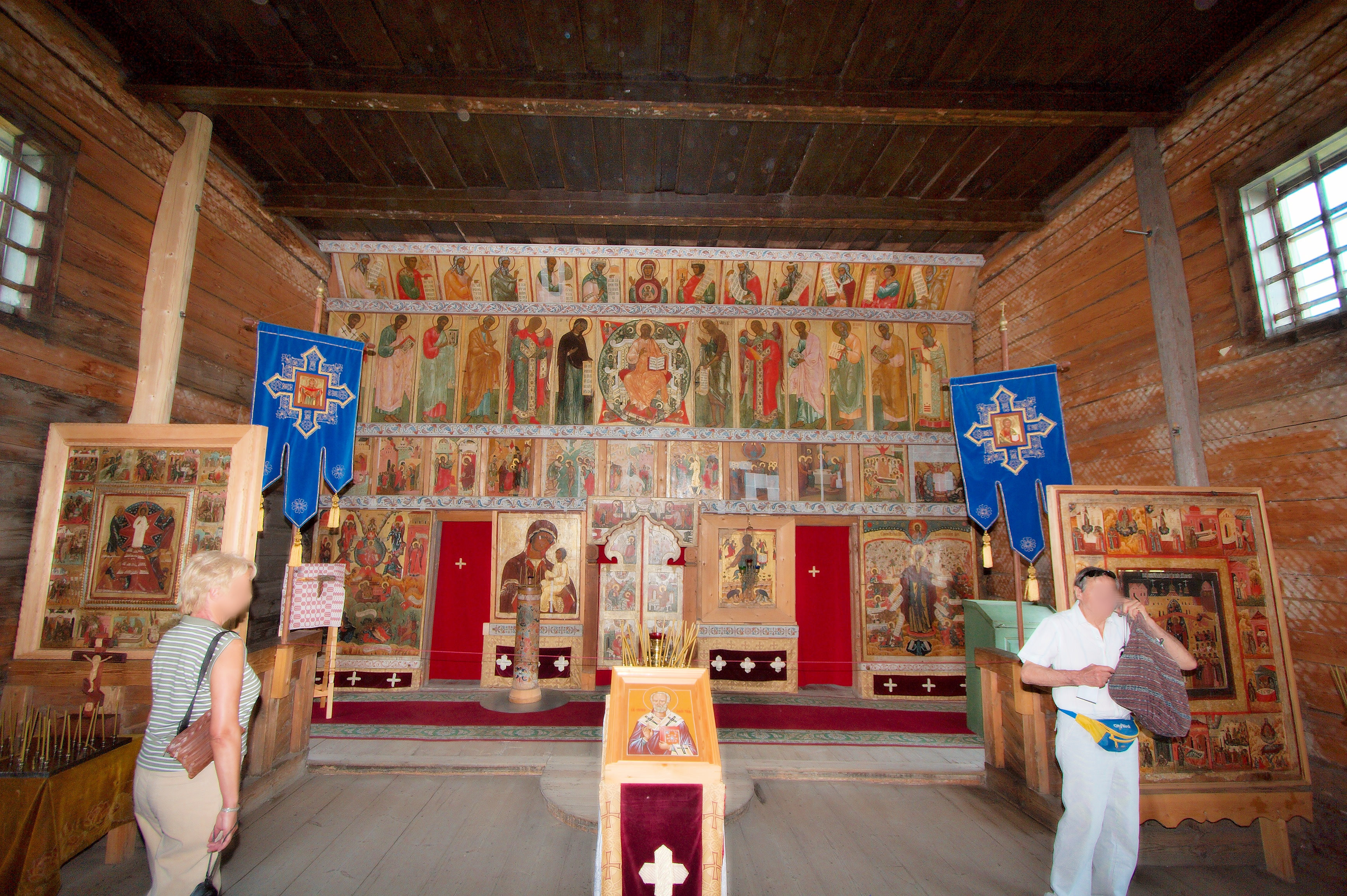
Interno della Chiesa della Trasfigurazione

Esterno della chiesa

La Chiesa dell'Intercessione (in russo Покровская церковь?) è una chiesa riscaldata ("invernale") dove si tengono le funzioni dal 1º ottobre fino a Pasqua. La chiesa fu la prima ad essere costruita sull'isola dopo che un incendio, alla fine del XVII secolo, distrusse tutte le chiese precedenti. Fu costruita per la prima volta nel 1694 come struttura a cupola singola, poi ricostruita nel 1720-1749 e nel 1764 nell'attuale design a 9 cupole come eco architettonica della chiesa principale della Trasfigurazione. È alta 32 metri con un perimetro di 26×8 metri. Ci sono nove cupole, una più grande al centro, circondata da otto più piccole. La decorazione è scarsa. Un alto portico, a corpo unico, immette nelle quattro parti interne della chiesa. Come nella Chiesa della Trasfigurazione, l'altare è posto nella parte orientale a forma di pentagono. L'iconostasi originale è stata sostituita alla fine del XIX secolo ed è andata perduta; è stata ricostruita negli anni 1950 secondo lo stile originale.

## Campanile
Il campanile originario si deteriorò rapidamente e fu ricostruito nel 1862 e ulteriormente nel 1874 e nel 1900. La torre è alta 30 metri con un perimetro di 6×6 metri. Presenta una cornice lignea quadrata poggiante su un basamento (macerie con malta di calce); la struttura è divisa internamente da due pareti in tre ambienti: anticamera, scale e ripostiglio. Sopra la cornice quadrata c'è una parte ottagonale con la "zvonnitsa" in cima. Vi è poi un tetto piramidale (ottagonale) poggiante su pilastri. Il tetto è sormontato da una croce. I tipi di legno sono gli stessi delle chiese: pino, abete rosso e pioppo tremulo.

## Recinzione
La recinzione non ha alcuno scopo difensivo. È una divisione simbolica tra il suolo sacro e il mondo esterno. È stata ricostruita negli anni 1950 come una struttura di tronchi lunga 300 metri che circonda le due chiese e il campanile. La struttura poggia su un alto terrapieno. L'ingresso principale è largo 14,4 metri e alto 2,25 metri, ed è rivolto a est vicino alla Chiesa dell'Intercessione. Ci sono cancelli ai lati orientale e settentrionale e una piccola torre di legno nell'angolo nord-occidentale. La torre ha una base quadrata e tetto a cuspide. Anche le mura, i cancelli e i portici sono coperti.